# Бертольо, Фаусто
Фаусто Бертольо (итал. Fausto Bertoglio; род. 13 июля 1949, Гардоне-Валь-Тромпия, Италия) — итальянский профессиональный шоссейный велогонщик, победитель Джиро д’Италия 1975 года. Профессионал с 1973 по 1980 год.

## Карьера
Уже в юношеском возрасте, в 16 лет, Бертольо стал чемпионом Италии. Специализировался на многодневных гонках и выделялся даже среди любителей: в 1972 году он выиграл Settimana Ciclistica Bergamasca.
В 1973 году он стал профессионалом в команде Brooklyn под руководством Франко Крибьори, но в первые два года не добился побед.
В 1975 году, на третий сезон среди профессионалов и первый в составе Jollj Ceramica, Бертольо одержал победу на Джиро д’Италия. На той гонке отсутствовали Франческо Мозер (готовился к Тур де Франс) и Эдди Меркс (из-за травмы). Бертольо боролся за победу с испанцем Франсиско Гальдосом. Впервые он надел розовую майку лидера после победы в горной разделке на Чокко, отобрав её у своего товарища по команде Джованни Баттальина. Бертольо удержал лидерство до финиша, включая последний этап с финишем на перевале Стельвио, и выиграл гонку с преимуществом в 41 секунду над Гальдосом. В том же году он также победил на Вуэльте Каталонии и занял второе место на Кубке Бернокки. Эти результаты принесли ему место в сборной на Чемпионате мира в Ивуаре, но он сошёл с дистанции.
В 1976 году Бертольо выиграл Кубок Плаччи, что снова привело его на чемпионат мира. Он также победил на одном из этапов Вуэльты Каталонии и занял третье место в общем зачёте Джиро д’Италия, уступив менее минуты победителю Феличе Джимонди. На Тур де Франс 1976 он финишировал девятым. В 1979 году он занял седьмое место на Джиро д’Италия, что стало одним из его последних значимых результатов. Завершил карьеру в 1980 году, проехав последний сезон в роли доместика для Франческо Мозера в команде Sanson-Campagnolo.